# Zakaria Laayout
Zakaria Laayout, né le 5 avril 1995 à El Jadida (Maroc) est un footballeur marocain évoluant dans le club du Moghreb de Tétouan. Il joue au poste de milieu de terrain.

## Biographie
Lors de sa première saison professionnelle en 2015/2016, il participe à neuf matchs en Botola Pro à l'âge de vingt ans avec le DH El Jadida.
Il doit cependant attendre la saison 2018/2019 avant de véritablement s'imposer en première division. Cette saison là, il dispute 21 matchs en championnat avec le Moghreb de Tétouan.
Le 5 mai 2021, il est éliminé en quarts de finales de la Coupe du Maroc, après une défaite de 2-0 contre le Raja de Béni Mellal, club évoluant en D2 marocaine.